# آرثر ماير شليزنجر
آرثر ماير شليزنجر (بالإنجليزية: Arthur M. Schlesinger, Jr.)‏ (و. 15 أكتوبر 1917 - ت. 28 فبراير 2007) كان مؤرخًا أميركيا، ناقد اجتماعي ومثقف عام. متخصص في التاريخ الأميركي، تمحورت معظم أعمال شليزنجر حول الليبرالية الأميركية في القرن العشرين. تحديدًا، تركزت أعماله على هاري ترومان، فرانكلين روزفلت، جون كينيدي وروبرت كينيدي. تخرج من قسم التاريخ بجامعة هارفارد عام 1938، وعمل محللًا في مكتب الخدمات الإستراتيجية. بعد الحرب العالمية الثانية، عمل صحفيا حرا لعدد من المجلات لفترة ثم التحق للتدريس بجامعة هارفارد عام 1954.
في الحملتين الرئاسيتين في عامي 1952 و 1956، كان كاتب خطابات أساسيًا ومستشارًا للمرشح الرئاسي الديمقراطي، أدلاي ستيفنسون الثاني. عمل شليزنجر مساعدًا خاصًا و«مؤرخ بلاط» للرئيس كينيدي من عام 1961 إلى عام 1963. كتب وصفًا مفصلًا لإدارة كينيدي، من الحملة الرئاسية عام 1960 إلى جنازة الرئيس الرسمية، بعنوان ألف يوم: جون كينيدي في البيت الأبيض، والذي فاز بجائزة بوليتزر عن فئة السيرة الذاتية لعام 1966.
في عام 1968، دعم شليزنجر بنشاط الحملة الرئاسية للسيناتور روبرت كينيدي التي انتهت باغتيال كينيدي في لوس أنجلوس. كتب شليزنجر بعد عدة سنوات سيرة شهيرة بعنوان روبرت كينيدي وعصره. أشاع فيما بعد مصطلح «الرئاسة الإمبراطورية» خلال إدارة نيكسون في كتابه الذي يحمل الاسم نفسه والذي نُشر عام 1973.

## نشأته ومسيرته المهنية
ولد شليزنجر في كولومبوس، أوهايو، وهو ابن إليزابيث هارييت (بانكروفت قبل الزواج) وآرثر شليزنجر (1888-1965) الذي كان مؤرخًا اجتماعيًا مؤثرًا في جامعة ولاية أوهايو وجامعة هارفارد، وأشرف على العديد من أطروحات الدكتوراه في التاريخ الأمريكي. كان جده من جهة أبيه يهوديًا بروسيًا تحوّل إلى البروتستانتية ثم تزوج كاثوليكية نمساوية. انحدرت والدته -من أحفاد مجتمع المايفلاور- من ألمانيا ونيو إنجلاند، وهي إحدى أقارب المؤرخ جورج بانكروفت، وفقًا لتقاليد العائلة. اتبعت عائلته التوحيدية.
التحق شليزنجر بأكاديمية فيليبس إكستر، نيوهامبشير، وحصل على شهادته الأولى في سن العشرين من كلية هارفارد، حيث تخرج بامتياز مع مرتبة الشرف عام 1938. بعد أن أمضى العام الدراسي 1938-1939 في بيترهاوس، كامبردج زميلًا في منحة هنري، اختير لزمالة المبتدئين التي مدتها ثلاث سنوات في جمعية زملاء هارفارد في خريف عام 1939. في ذلك الوقت، لم يُسمح للزملاء بالحصول على درجات علمية متقدمة، «شرط يهدف إلى إبعادهم عن الحلقة الأكاديمية المفرغة المعتادة»؛ على هذا النحو، لم يحصل شليزنجر على درجة الدكتوراه. انقطعت فترة زمالته بسبب دخول الولايات المتحدة الحرب العالمية الثانية. بعد إخفاقه في اجتياز الفحص الطبي العسكري، التحق شليزنجر بمكتب الإعلام الحربي. من عام 1943 إلى عام 1945، عمل محللًا استخباراتيًا في مكتب الخدمات الإستراتيجية الذي كان سلفًا لوكالة المخابرات المركزية.
خدم شليزنجر في مكتب الخدمات الإستراتيجية، ما وفّر الوقت له لإكمال كتابه الأول الحائز على جائزة بوليتزر، عصر جاكسون، في عام 1945. من عام 1946 إلى عام 1954، كان أستاذًا مشاركًا في جامعة هارفارد، ثم أصبح أستاذًا كاملًا في عام 1954.

## نشاطه السياسي قبل 1960
في عام 1947، تعاون شليزنجر مع السيدة الأولى السابقة إليانور روزفلت، وعمدة مينيابوليس وعضو مجلس الشيوخ المستقبلي ونائب الرئيس هيوبرت همفري، والاقتصادي والصديق القديم جون كينيث غالبريث، واللاهوتي البروتستانتي رينهولد نيبوهر، لتأسيس منظمة أمريكيون من أجل العمل الديمقراطي. عمل شليزنجر رئيسًا للمنظمة من 1953 إلى 1954.
بعد إعلان الرئيس هاري ترومان عدم ترشحه لولاية ثانية كاملة في الانتخابات الرئاسية لعام 1952، أصبح شليزنجر كاتب الخطابات الأساسي لحاكم إلينوي أدلاي ستيفنسون وداعمًا متحمسًا له. في انتخابات عام 1956، عمل شليزنجر مرة أخرى في فريق حملة ستيفنسون مع روبرت كينيدي البالغ من العمر 30 عامًا. أيّد شليزنجر ترشيح عضو مجلس الشيوخ عن ولاية ماساتشوستس جون كينيدي لمنصب نائب الرئيس لستيفنسون، ولكن في المؤتمر الديمقراطي، جاء كينيدي في المركز الثاني في اقتراع نائب الرئيس، وخسر أمام عضو مجلس الشيوخ عن تينيسي إستس كيفوفر.
كان شليزنجر على معرفة بجون كينيدي منذ التحاقه بجامعة هارفارد وقويت علاقته مع كينيدي وزوجته جاكلين في الخمسينيات من القرن العشرين. في عام 1954، خطّط ناشر صحيفة بوسطن بوست جون فوكس لسلسلة من المقالات الصحفية التي تصنف العديد من شخصيات هارفارد، ومن ضمنهم شليزنجر، بأنهم «حمر»، لكن كينيدي تدخل بالنيابة عن شليزنجر الذي روى ما حدث في كتاب ألف يوم.
خلال حملة عام 1960، دعم شليزنجر كينيدي، ما أصاب مؤيدي ستيفنسون بذعر كبير. في ذلك الوقت، كان كينيدي مرشحًا نشطًا في حين رفض ستيفنسون الترشح ما لم يُدرج اسمه في المؤتمر. بعد فوز كينيدي بالترشيح، ساعد شليزنجر الحملة ككاتب خطابات في بعض الأحيان ومتحدث وعضو في منظمة أمريكيون من أجل العمل الديمقراطي. وألّف أيضًا كتاب كينيدي أم نيكسون: هل ثمة فرق؟ الذي أشاد فيه بقدرات كينيدي وهزأ من نائب الرئيس ريتشارد نيكسون «لا أفكار في حوزته، فقط الأساليب .... إنه لا يكترث سوى بالفوز».

## روابط خارجية
- آرثر ماير شليزنجر على موقع IMDb (الإنجليزية)
- آرثر ماير شليزنجر على موقع الموسوعة البريطانية (الإنجليزية)
- آرثر ماير شليزنجر على موقع مونزينجر (الألمانية)
- آرثر ماير شليزنجر على موقع ألو سيني (الفرنسية)
- آرثر ماير شليزنجر على موقع أول موفي (الإنجليزية)
- آرثر ماير شليزنجر على موقع إن إن دي بي (الإنجليزية)
- آرثر ماير شليزنجر على موقع ديسكوغز (الإنجليزية)
- آرثر ماير شليزنجر على موقع كينوبويسك (الروسية)